# Enhetsrot

De femte enhetsrötterna i det komplexa talplanet.

I matematik är en (n:te) enhetsrot en lösning till en ekvation av utseendet xn = 1, där n är något positivt heltal. I allmänhet avses då lösningar som är komplexa tal.
De n:te enhetsrötterna ligger utspridda jämnt på enhetscirkeln. De kan enkelt beskrivas på polär form, som
{\displaystyle e^{{2k\pi  \over n}i}=\cos {2k\pi  \over n}+i\sin {2k\pi  \over n}\,,\quad k=0,\ldots ,n-1\,.}
Det är dock ibland intressantare att ange real- och imaginärdelarna direkt, som algebraiska uttryck. Exempelvis är de tredje enhetsrötterna
{\displaystyle 1,{-1+{\sqrt {3}}i \over 2}} och {\displaystyle {-1-{\sqrt {3}}i \over 2}},
och de fjärde enhetsrötterna är helt enkelt 1, i, -1 och -i.

## Primitiva enhetsrötter
En n:te enhetsrot ω är en primitiv n:te enhetsrot, om x = ω inte är en lösning på en ekvation 
xm = 1 för något positivt heltal m som är strikt mindre än n. Exempelvis är -1 en fjärde enhetsrot, därför att (-1)4 = 1, men -1 är inte en primitiv fjärde enhetsrot, eftersom även (-1)2 = 1. De primitiva tredje enhetsrötterna är {\displaystyle {-1+{\sqrt {3}}i \over 2}} och {\displaystyle {-1-{\sqrt {3}}i \over 2}}, och de primitiva fjärde enhetsrötterna är -i och i.
Litet abstraktare kan de primitiva n:te enhetsrötterna beskrivas som elementen av ordning n i den multiplikativa gruppen av nollskilda komplexa tal.